# Marie-Philip Poulin
Marie-Philip Poulin (28 marzo 1991) è una hockeista su ghiaccio canadese.
Ha vinto due medaglie olimpiche nell'hockey su ghiaccio con la nazionale femminile canadese, entrambe d'oro, trionfando alle Olimpiadi invernali di Vancouver 2010 ed alle Olimpiadi invernali di Sochi 2014 e anche la medaglia d'argento nel torneo femminile alle Olimpiadi invernali 2018 di Pyeongchang.
Nelle sue partecipazioni ai campionati mondiali femminili ha conquistato una medaglia d'oro (2012) e quattro medaglie d'argento (2009, 2011, 2013 e 2015).
Nel 2008 ha ottenuto la medaglia d'argento al campionato mondiale di hockey su ghiaccio femminile Under-18.